# ヤング・メイト
『ヤング・メイト』は宝塚歌劇団の作品。

## 星組 宝塚大劇場公演
形式名は「ミュージカル・ショー」。16景。
1968年6月1日から6月27日まで。
併演は『追憶のアンデス』。

### 解説
※宝塚歌劇100年史の舞台編を参考にした。
ジャズ、ゴーゴー、ダンス合戦・・・。若さが爆発するダイナミックなショー作品。

### スタッフ
- 作・演出：海野洋司
- 音楽：中井光晴、吉崎憲治、南安雄、中川昌
- 音楽指揮：溝口尭
- 歌唱指導：水島早苗
- 振付：岡正躬、喜多弘、朱里みさを
- 装置：石浜日出雄
- 衣装：静間潮太郎
- 照明：今井直次
- 小道具：生島道正
- 効果：坂上勲
- 録音：松永浩志
- 演出補：小原弘旦
- 製作：宮一郎、野田浜之助

出典

### 主な出演
- 歌う青年[1]：南原美佐保、鳳蘭、安奈淳
- 歌う娘[1]：如月美和子、初風諄、富士ます美、姫由美子
- 踊る娘[1]：司このみ

## 星組 東京宝塚劇場公演
公演期間は1968年8月3日から8月29日まで。
併演は『追憶のアンデス』。
主なスタッフは海野洋司。